# Полёт на Марс (фильм)
«Полёт на Марс» (англ. Flight to Mars) — американский фантастический фильм режиссёра Лесли Селандера, снятый в 1951 году.

## Сюжет
Команда из пяти человек впервые в истории отправляется в межпланетное путешествие. Целью экспедиции выбран Марс, до которого предстоит добраться на атомном ракетоплане. В пути их поджидали опасности в виде гравитационного воздействия Луны и потока метеорных частиц. Достигнув Марса, земляне не очень удачно сели — их корабль вышел из строя. Затем они обнаружили, что на Марсе существует достаточно развитая цивилизация, основная часть которой спрятана под поверхностью планеты. Люди были гостеприимно встречены марсианами. Не имея связи с Землёй, наши космические путешественники попросили помощи у руководства марсианского государства в ремонте своей ракеты. Однако правители Марса — воинственной планеты — имеют свои планы на восстанавливаемый транспорт землян. Оказалось, что «братья по разуму» исчерпали ресурсы своей планеты, и их цивилизация находится на грани вымирания. Последняя надежда — вторжение на Землю, для чего необходимо завладеть атомным ракетопланом пришельцев. С его помощью они намерены долететь до Земли и захватить родную планету людей. Но об этом узнаёт влюблённая в Баркера марсианка Алита, и ей приходится сделать свой выбор.

## В ролях
- Маргерит Чапман — Алита
- Артур Франц — Джим Баркер
- Джон Лител — доктор Лейн
- Ричард Гейнс — проф. Джексон
- Роберт Бэррат — Талламар
- Кэмерон Митчелл — Стив Эбботт
- Вирджиния Хьюстон — Кэрол Стеффорд
- Моррис Анкрум — Икрон
- Люсиль Барклей — Террис
- Вилбур Бэк — член марсианского совета

- Фильм был снят в мае 1951 года, всего за несколько дней и стал второй[1] американской кинолентой на марсианскую тему в послевоенные годы. Декорации и костюмы для съёмок были взяты из других, снятых чуть ранее фильмов «Ракета Икс-Эм» и «Место назначения — Луна».

Фабула также подразумевает, что руководители Марса собирались не только отобрать ракетоплан у людей, но и построить на его примере собственный флот для дальнейших завоеваний во Вселенной.